# 肩蛙科
肩蛙科（学名：Hemisotidae），又称铲鼻蛙科，是两栖纲无尾目的一个单属科，仅包含肩蛙属（学名：Hemisus），栖息于亚热带的撒哈拉以南非洲。它们体型中等，体长约8厘米，体态圆润，四肢较短。头部则小而窄，有一坚硬、向上翘的鼻子。
肩蛙科的物种大多数时间生活在地下。抱合时雌蛙会掘地并将卵孵在地洞中。雄蛙通过地道离开，雌蛙则继续与卵在一起。下大雨时雌蛙会用它的鼻子挖地并蓄水，用来供蝌蚪生长直至它们变态。有时蝌蚪也会在无水条件下生长数天。
与大多掘地的蛙类不同，肩蛙是先通过头部而非尾部挖洞的。有些物种还会被用来作为宠物。

## 分类
- 肩蛙属（Hemisus）
  - Hemisus barotseensis
  - Hemisus brachydactylus
  - 几内亚肩蛙（Hemisus guineensis）
  - 黄点肩蛙（Hemisus guttatus）
  - 理纹肩蛙（Hemisus marmoratus）
  - Hemisus microscaphus
  - Hemisus olivaceus
  - Hemisus perreti
  - Hemisus wittei